# Tropaeolum umbellatum
Tropaeolum umbellatum är en krasseväxtart som beskrevs av William Jackson Hooker. Tropaeolum umbellatum ingår i släktet krassar, och familjen krasseväxter. Inga underarter finns listade i Catalogue of Life.

## Bildgalleri

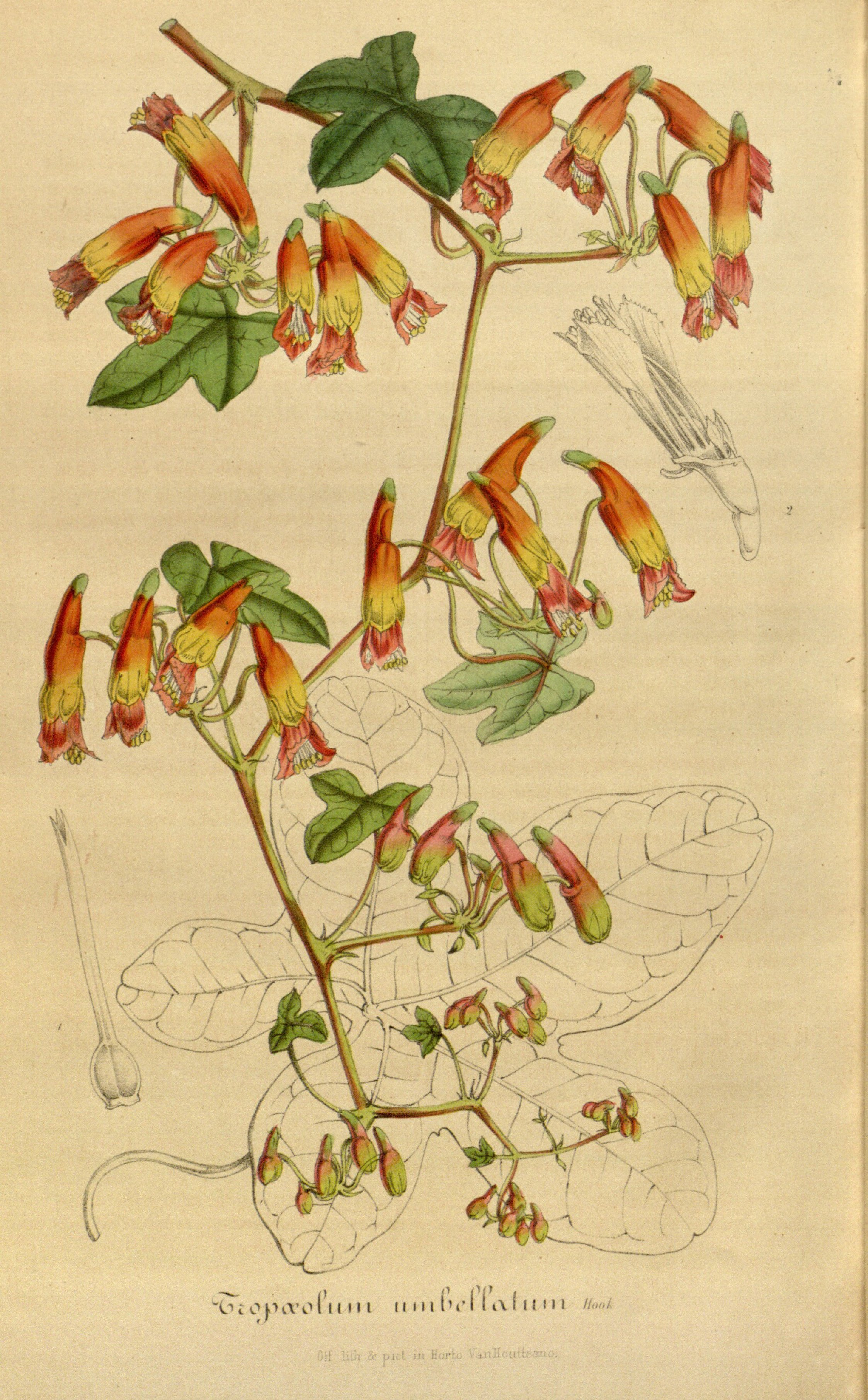